# Ustawa Zasadnicza Izraela
Ustawa Zasadnicza Izraela (Prawa Fundamentalne, Ustawy Zasadnicze, hebr. חוק יסוד) – zbiór podstawowych aktów prawnych Izraela, tworzących łącznie pisaną konstytucję tego państwa.
Podczas ogłaszania Deklaracji Niepodległości 1948 państwa Izrael zapowiedziano, że najpóźniej do 1 października 1948 zostanie uchwalona konstytucja. Jednak spory pomiędzy częścią świecką i religijną sceny politycznej uniemożliwiły osiągnięcie porozumienia i nigdy nie uchwalono konstytucji w formie jednego aktu prawnego.
13 czerwca 1950 przyjęto tzw. uchwałę Harariego, mówiącą o tym, iż poszczególne elementy systemu konstytucyjnego regulowane będą przez osobne akty prawne, które następnie zostaną połączone w konstytucję. Do tego jednak nie doszło, a to ze względu na sprzeciw ugrupowań religijnych (według nich najwyższym prawem w państwie Izrael może być tylko prawo Boże spisane w Torze), a także innych polityków, którym rozczłonkowana konstytucja zostawiała większą swobodę ruchów.

## Ustawy zasadnicze
| Data uchwalenia  | Ustawa Zasadnicza                        | Skrót treści |
| ---------------- | ---------------------------------------- | --- |
| 14 maja 1948     | Deklaracja Niepodległości Państwa Izrael | Opisuje drogę do powstania państwa żydowskiego i proklamuje jego utworzenie. Wskazuje także jego postać, jako demokratycznego państwa żydowskiego. |
| 12 lutego 1958   | Kneset                                   | Ustawa nie określa kompetencji parlamentu, ale opisuje system wyborczy, ustala liczbę posłów, określa komu przysługuje prawo wyborcze czynne i bierne, kadencję Knesetu, kwestie immunitetów deputowanych, pracy parlamentu i jego siedziby. Art. 4 tej ustawy (mówiący o systemie wyborczym) może być zmieniony tylko przez większość 61 deputowanych. Podobnie większości kwalifikowanej wymaga zmiana art. 44, który zapobiega wprowadzaniu poprawek w stanie wyjątkowym – poprzeć musi 80 członków Knesetu. 31 lipca 1985 do Prawa Fundamentalnego o Knesecie wprowadzono poprawkę mówiącą o konieczności spełnienia przez partię określonych wymagań, jeżeli chce ona brać udział w wyborach (m.in. nie może ona szerzyć rasizmu czy negować sensu istnienia państwa Izrael). Z kolei poprawka z 12 stycznia 1991 ogranicza możliwość przechodzenia posłów z jednego klubu parlamentarnego do innego. |
| 25 sierpnia 1960 | Ziemie Izraela                           | Ustawa zakazuje przenoszenia własności gruntów izraelskich, będących należącymi do Państwa, Agencji Rozwoju oraz Żydowskiego Funduszu Rozwoju (Keren Kajemet LeIsrael) w drodze sprzedaży ani w żaden inny sposób. |
| 16 lipca 1964    | Prezydent Państwa                        | Ustawa określa pozycję ustrojową prezydenta, jego kompetencje, sposób wyboru i sposób pracy. |
| 1968             | Rząd                                     | Ustawa zmieniona w 1992, ostatnia wersja z 7 marca 2001. |
| 21 sierpnia 1975 | Gospodarka Finansowa Państwa             | Ustawa zajmuje się kwestiami podatków, przymusowych pożyczek i opłat, majątku państwowego, budżetu i waluty. |
| 31 marca 1976    | Armia                                    | Ustawa reguluje status armii w państwie, jej podległość władzy cywilnej, strukturę Sztabu Generalnego, kwestie poboru i służby wojskowej. |
| 30 lipca 1980    | Prawo Jerozolimy                         | Ustawa porusza kwestie Jerozolimy, którą określa jako „całą i zjednoczoną stolicę Izraela”, będącą siedzibą prezydenta, Knesetu, rządu i Sądu Najwyższego, reguluje także ochronę miejsc świętych wszystkich religii w Izraelu. |
| 28 lutego 1984   | Sądownictwo                              | Ustawa opisuje strukturę sądów i ich właściwości (m.in. niezawisłość), status i sposób powoływania sędziów (w tym także Sądu Najwyższego). |
| 15 lutego 1988   | Kontroler Państwowy                      | Ustawa reguluje pozycję ustrojową i status kontroli państwowej, sposób wyboru i odwołania, kadencję, kwalifikacje Kontrolera Państwowego. |
| 17 marca 1992    | Godność Ludzka i Wolność                 | Ustawa mówi o nienaruszalności życia, integralności fizycznej i godności, ochronie własności i życia, wolności fizycznej, prywatności, a także o ograniczeniach powyższych praw. Artykuł 12 niniejszego Prawa mówi, iż „Rozporządzenia nadzwyczajne nie mogą zmieniać niniejszego Prawa Fundamentalnego, czasowo go zawieszać ani określać warunków jego stosowania; jednakże, jeżeli zachodzi stan zagrożenia państwa, ogłoszony na podstawie artykułu 9 Dekretu o Prawie i Administracji z roku 5708 (1948), na podstawie wymienionego artykułu mogą zostać wydane rozporządzenia nadzwyczajne, które znoszą lub ograniczają prawa zagwarantowane w niniejszym Prawie Fundamentalnym pod warunkiem, że takie zniesienie lub ograniczenie praw zostało wprowadzone w uzasadnionym celu, na niezbędny okres i w niezbędnym zakresie.”                                                                      |
| 1992             | Rząd                                     | Ustawa zmieniona 7 marca 2001 |
| 1992             | Wolność Zawodowa                         | Ustawa zmieniona 9 marca 1994 |
| 9 marca 1994     | Wolność Zawodowa                         | Ustawa reguluje wolność zatrudnienia i ograniczenia wolności zawodowej, zgodnie z art. 7, Prawo to zmienić może tylko większość bezwzględna parlamentu. |
| 7 marca 2001     | Rząd                                     | Ustawa reguluje status rządu i jego skład, okres urzędowania, kwestie wotum zaufania i nieufności itp. |